# Bahía San Carlos

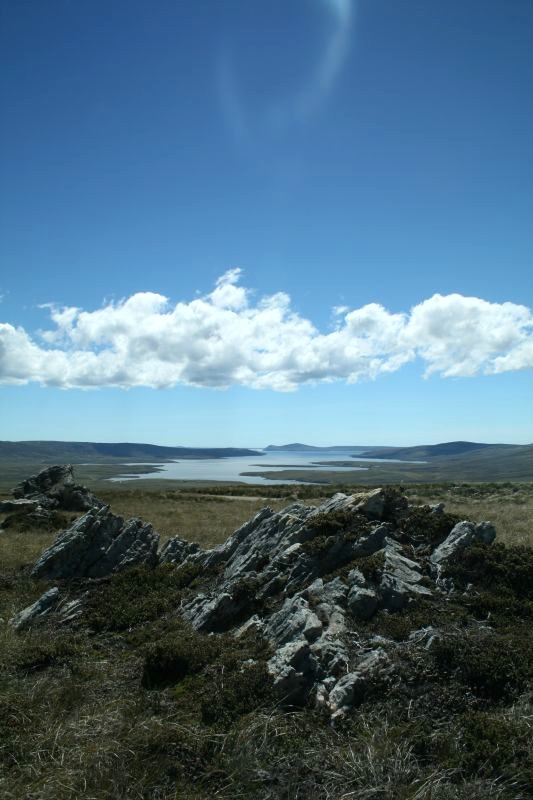
Vista de la bahía San Carlos desde Bahía Ajax.

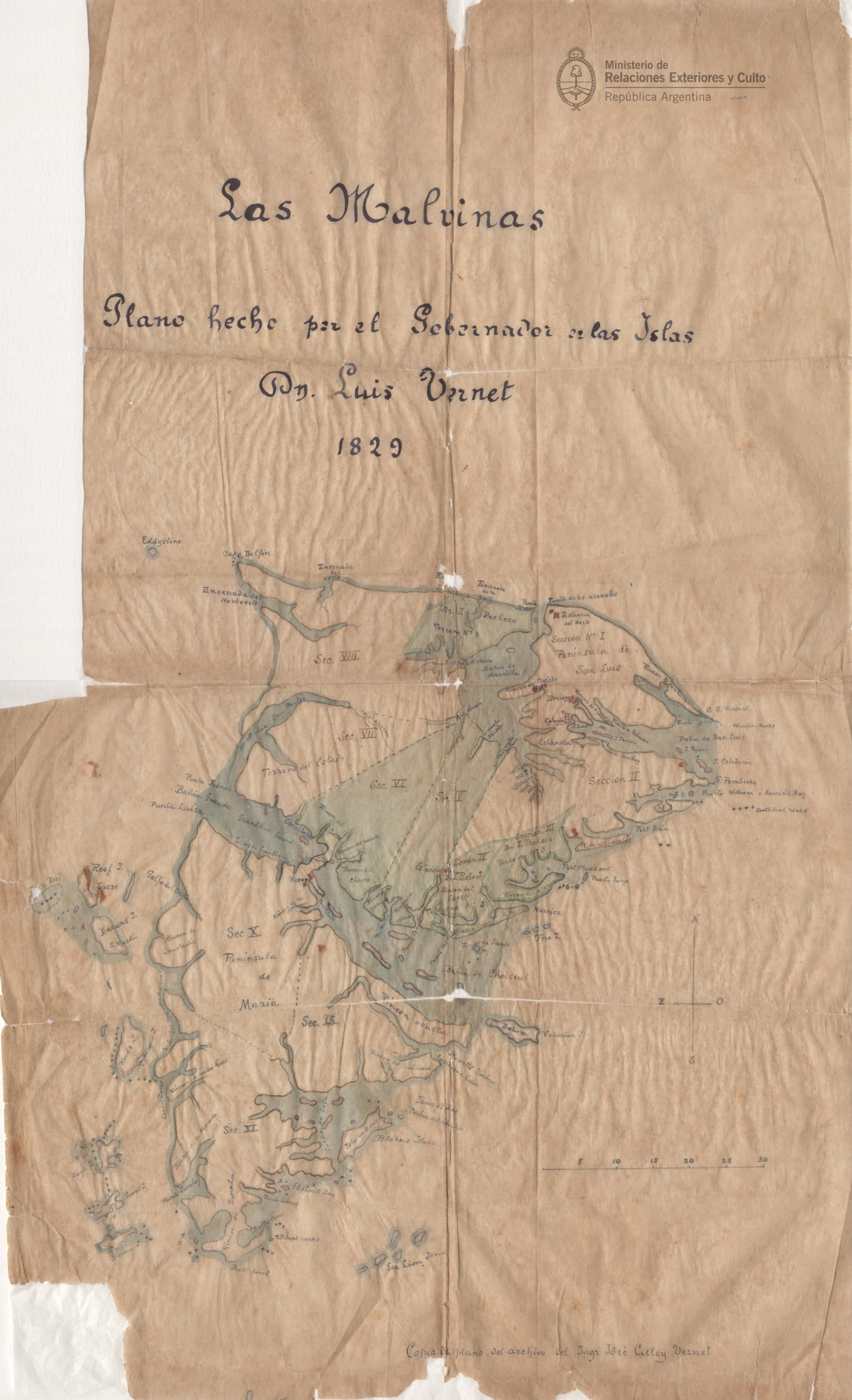
Plano hecho por el gobernador de las Malvinas Luis Vernet en 1829 y conservado en la Cancillería Argentina, donde aparece la bahía San Carlos.

La bahía San Carlos (en inglés: San Carlos Water) es una bahía de la costa oeste de la isla Soledad, que da al estrecho de San Carlos.
Posee dos sacos, el del norte es una ría en la que desemboca el río San Carlos y en la que se ubica Puerto San Carlos, mientras que el saco sur es llamado brazo San Carlos y alberga los asentamientos de Bahía Ajax, San Carlos y Campo Verde.

## Descripción
La bahía es un seno-fiordo, que forma un ángulo de 45° hacia la costa desde el estrecho de San Carlos, lo que ofrece protección contra el tiempo climático en el sitio. La entrada es de 15 km de largo y su longitud alrededor de la mitad de su largo, con 2 km de ancho. Es de fondo plano con una profundidad de entre 20 y 30 metros, el 20 m isóbata se tumba unos 200 m en alta mar. La amplitud de la marea en el Puerto San Carlos varía entre 0,9 y 1,6 metros.
El asentamiento San Carlos se encuentra cerca de la cabecera de la entrada, que tiene ocho puntos de anclaje oficiales. La más pequeña y menos profunda Puerto San Carlos es una entrada al norte de la bahía.

## Toponimia
Los asentamientos de San Carlos y Puerto San Carlos, así como el río San Carlos toman su nombre del buque español San Carlos, que visitó el sitio en 1768.

## Historia
La zona de la bahía San Carlos se hizo famosa en la guerra de las Malvinas como «callejón de las bombas» (en inglés: bomb alley). Durante la batalla de San Carlos, los barcos británicos fueron insistentemente bombardeados por sucesivos ataques aéreos argentinos. Era un valor estratégico fundamental en el asalto anfibio, y la invasión británica de Argentina que ocupaba la isla Soledad.

## Galería

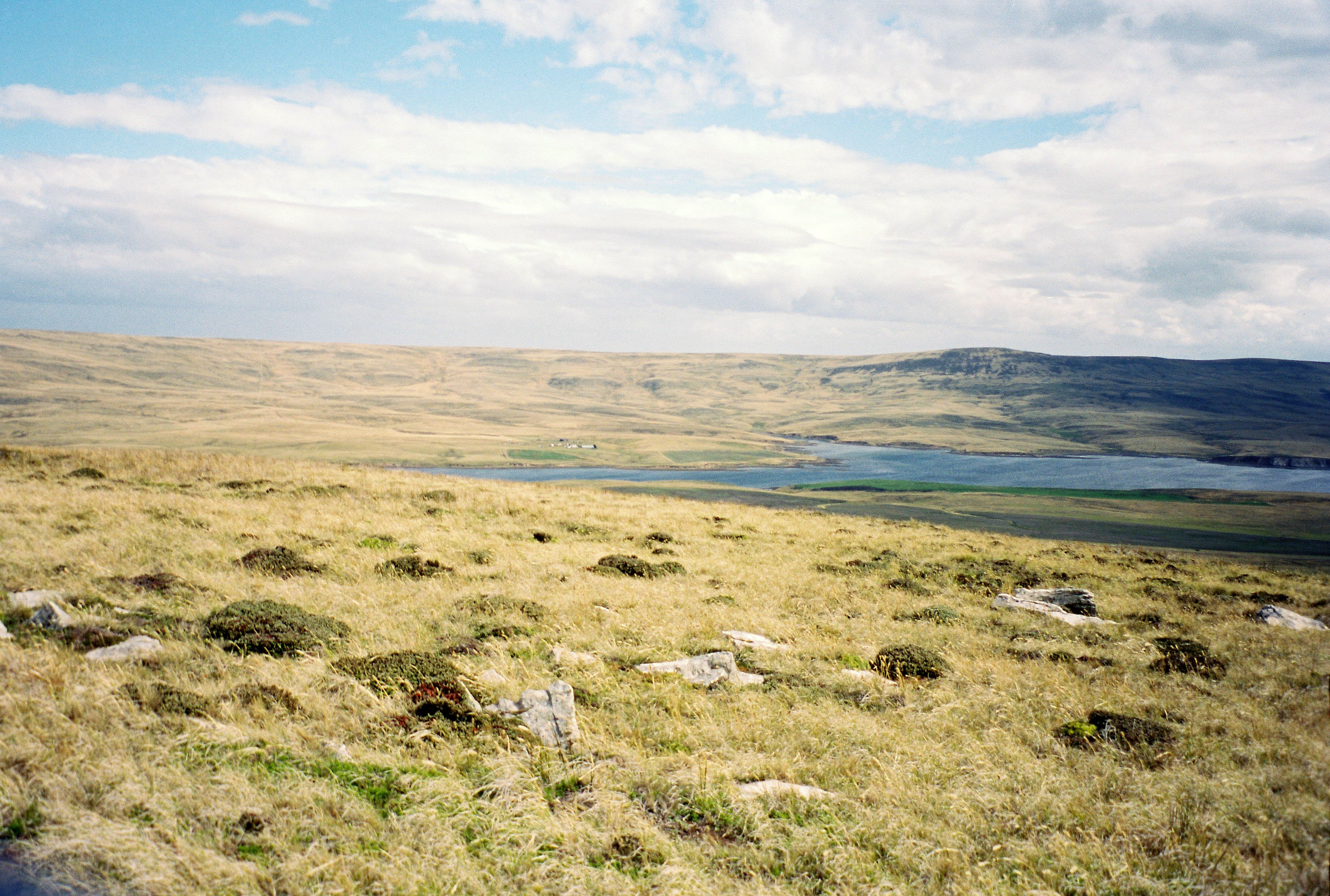
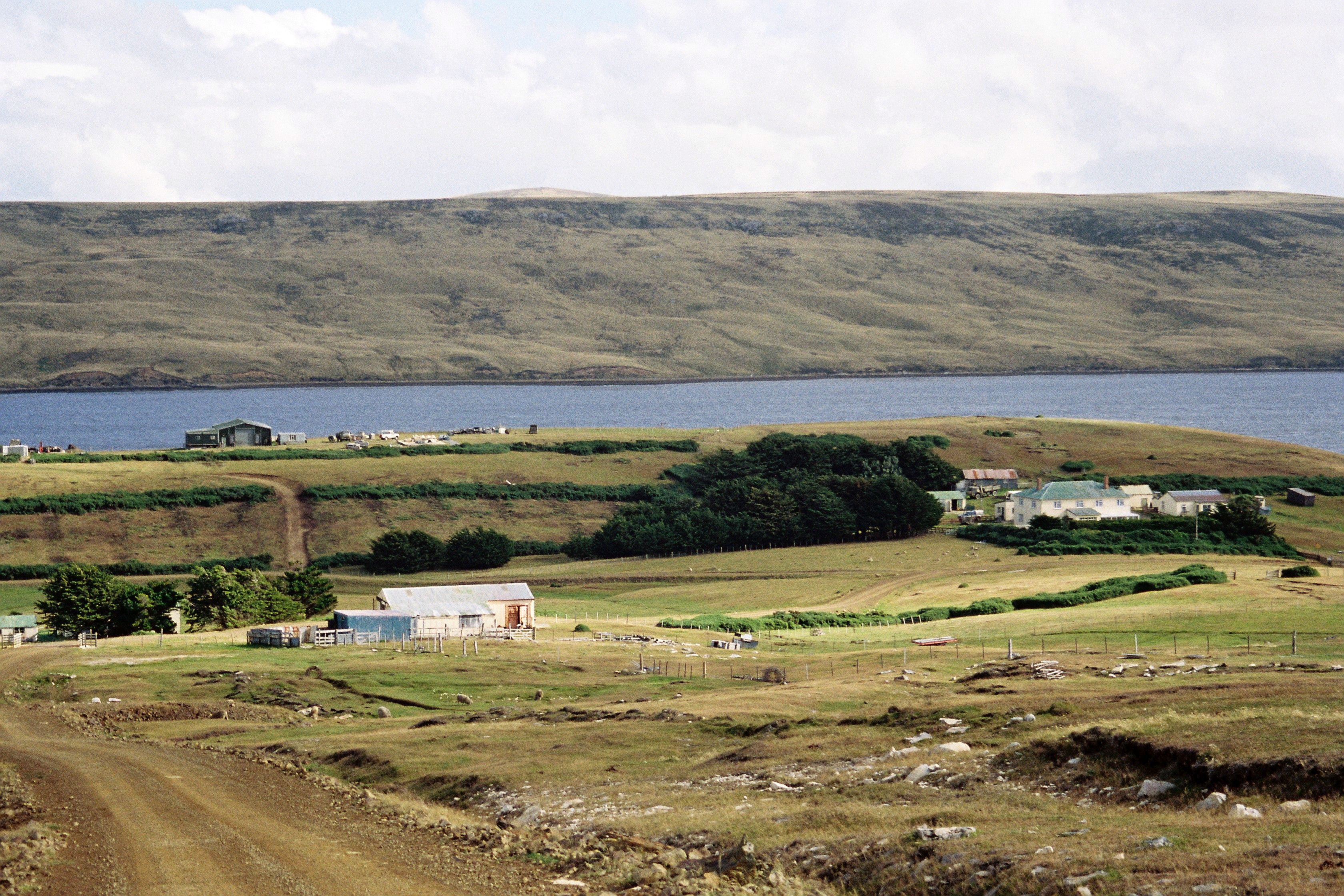
Puerto San Carlos
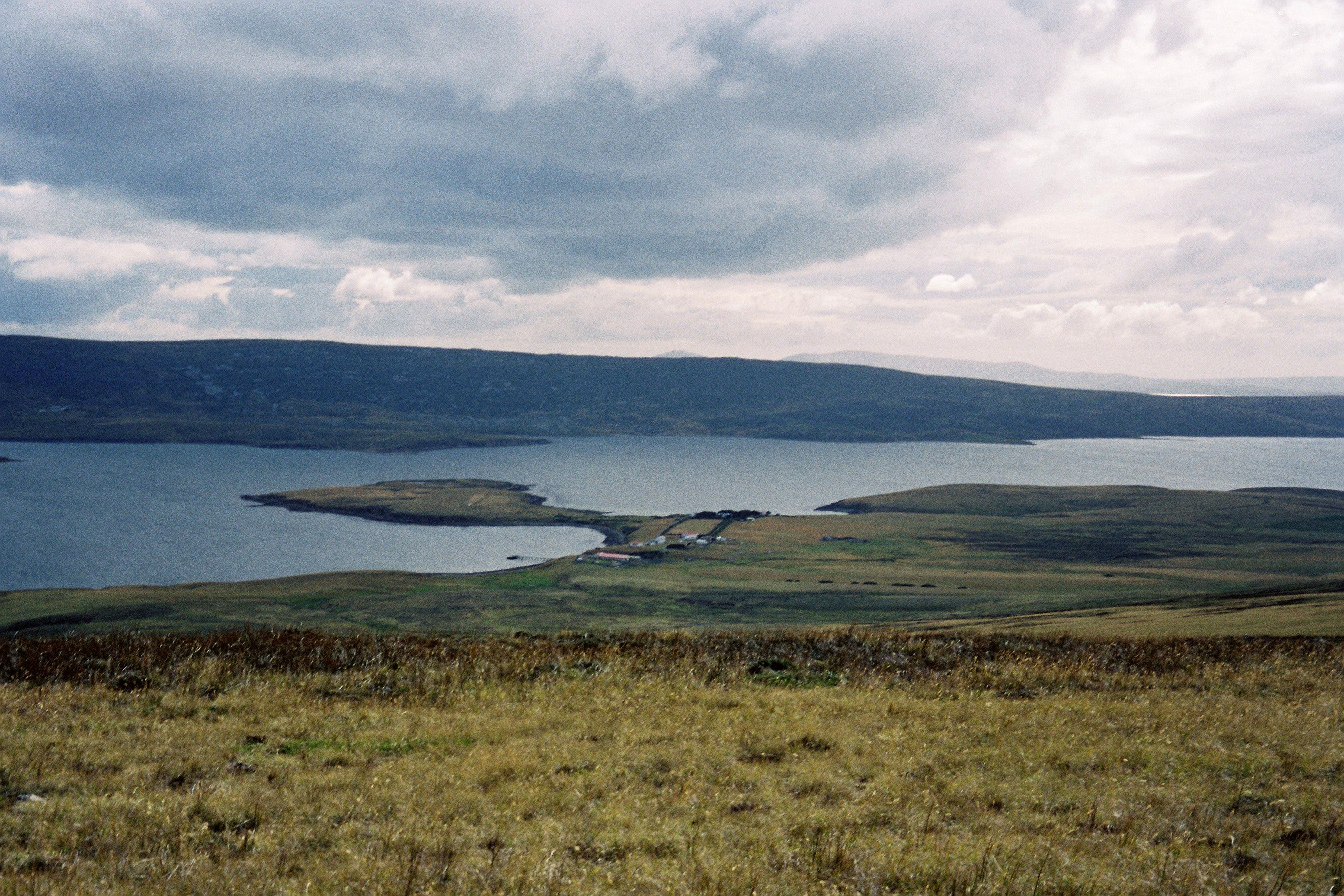
Aentamiento San Carlos
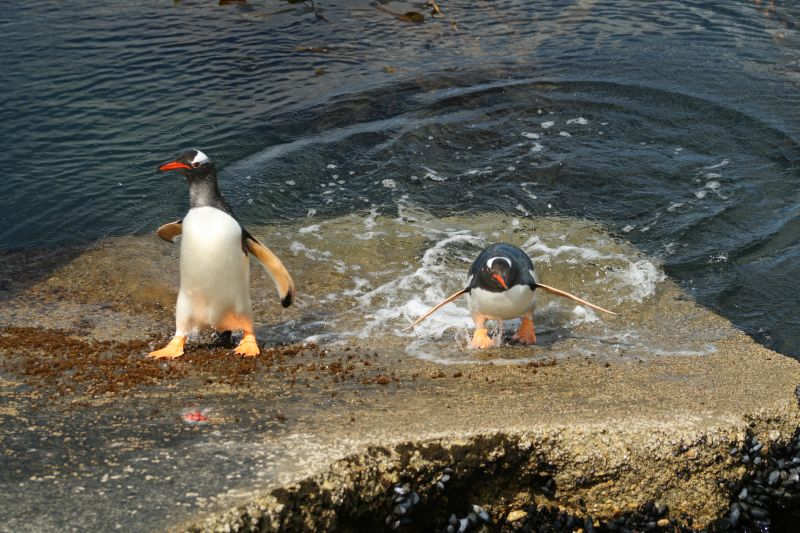
Pingüinos papúa en bahía Ajax
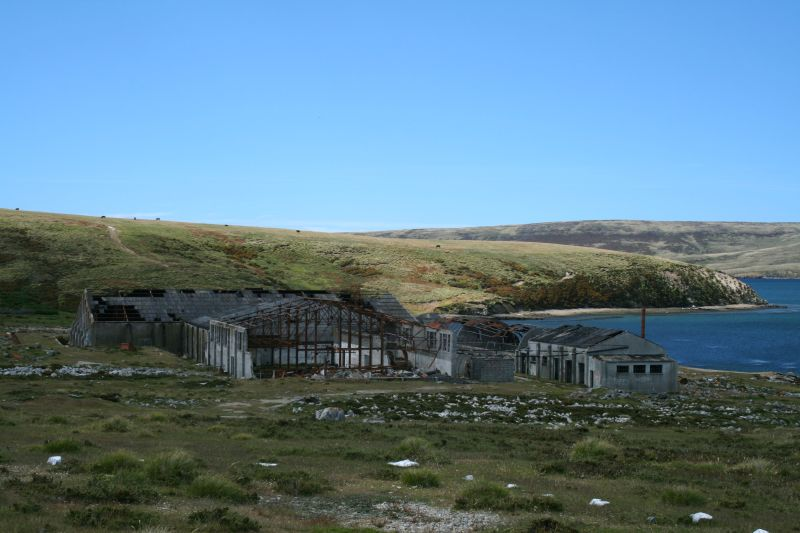
Vista de Bahía Ajax en ruinas
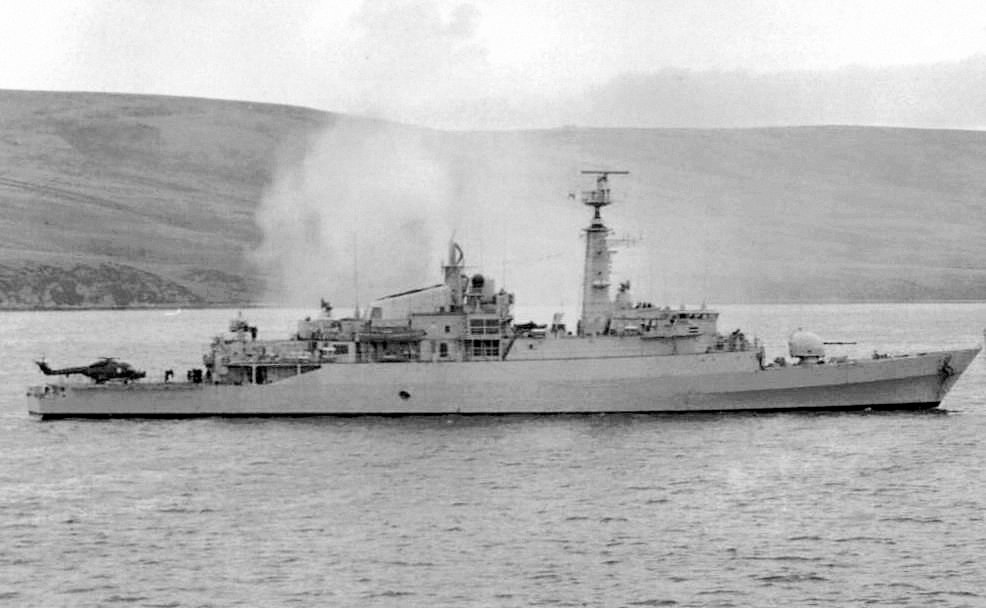
HMS Antelope retornando a San Carlos en 1982